# Луїджі Адемолло

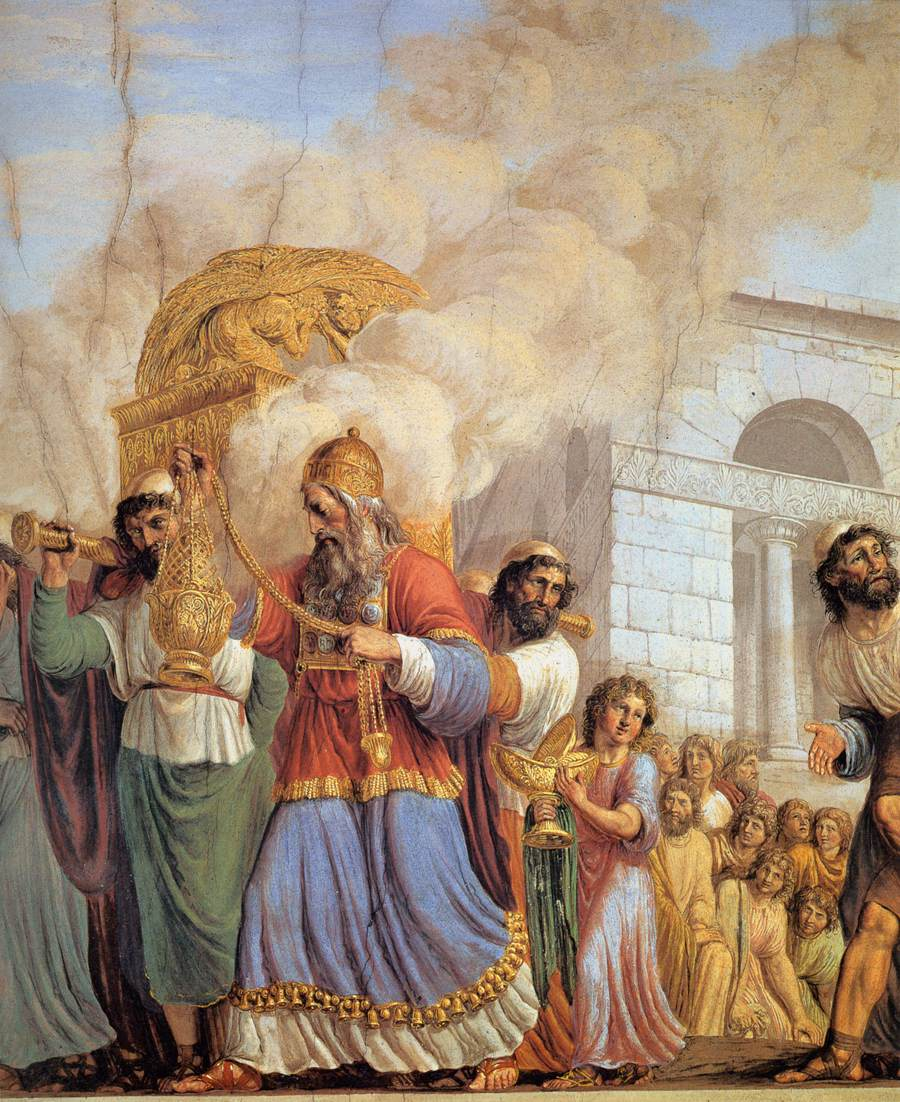
«Перевезення Ковчега Заповіту, який містить скрижалі із заповідями» (Палаццо Пітті, 1816)

Луїджі Адемолло (італ. Luigi Ademollo; 30 квітня 1764, Мілан— 11 лютого 1849, Флоренція) — італійський художник.

## Біографія
Навчався в Академії мистецтв Брери, де його навчали такі митці як Джуліо Трабаллезі (італ. Giulio Traballesi), Джокондо Альбертоллі (італ. Giocondo Albertolli) та Джузеппе П'єрмаріні (італ. Giuseppe Piermarini). 1783 року він поїхав з міста, працював у Римі та Флоренції. В 1792 році він одружився із Маргарет Чімбалі Феррара (італ. Margaret Cimballi Ferrara) у Римі й у них було декілька дітей. В основному Луїджі малював фрески із біблійними сценами зі Старого та Нового Завітів. 1789 року його було призначено професором Флорентійської академії мистецтв. Він працював художником у театрах, малював театральні завіси. Луїджі допомагав писати фрески Королівської капелли у Палаццо Пітті та у церквах Сантіссіма-Аннунціата й Сант-Амброджо. 
Його син Аґостіно Адемолло (італ. Agostino Ademollo) (1799 — 1841) писав любовні романи, наприклад «Марієтта ді Річі» (італ. Marietta di' Ricci). Його племінник Карло Адемолло (італ. Carlo Ademollo) малював історичні та батальні сцени.